# نادي شيلبورن
نادي شيلبورن هو نادي كرة قدم في إيرلندا تأسس في 1895.

## وصلات خارجية
- الموقع الرسمي